# Ngành Thích ty bào
Ngành Sứa lông châm, còn gọi là ngành Gai chích hay ngành Thích ty bào (danh pháp khoa học: Cnidaria là một ngành gồm 11.000 loài động vật sinh sống trong môi trường nước, chủ yếu là môi trường biển. Điểm đặc trưng của chúng là các lông châm, là các tế bào đặc biệt được sử dụng chủ yếu để bắt mồi.

## Phân ngành
Cnidaria
1. Anthozoa và Hải quỳ
  1. Anthozoa
2. Medusozoa
  1. Cubozoa
  2. Hydrozoa
  3. Scyphozoa
  4. Staurozoa
3. Myxozoa
  1. Malacosporea
  2. Myxosporea
4. Polypodiozoa